# Kevin Rodríguez
Kevin José Rodríguez Cortez (* 4. März 2000 in Ibarra) ist ein ecuadorianischer Fußballspieler.

## Karriere

### Verein
Kevin Rodríguez startete seine Karriere in der Jugend des Imbabura SC und wechselte Anfang 2018 fest in den Kader der ersten Mannschaft. Zur Saison 2023 wechselte Rodríguez zum amtierenden Copa-Sudamericana-Sieger Independiente del Valle. Dort gewann er 2023 sowohl den ecuadorianischen Supercup als auch den Recopa Sudamericana (südamerikanischer Supercup). In der Liga kam er zu 16 Einsätzen, in denen er sechs Tore schoss. Dazu kamen sechs Einsätze mit einem Tor in der Copa Libertadores.
Anfang September 2023 wechselte er zum belgischen Erstdivisionär Royale Union Saint-Gilloise, bei dem er einen Vertrag für den Rest der Saison 2023/24 unterschrieb, mit einer Option der Verlängerung um eine weitere Saison. In seiner ersten Saison bestritt er dort 19 von 36 möglichen Ligaspielen, bei denen er drei Tore schoss, sowie sechs Spiele in der Europa League und vier Pokalspiele mit einem Tor, die mit dem Gewinn des belgischen Pokals endeten. In der nächsten Saison waren es 22 von 40 möglichen Ligaspielen (ein Tor), zwei Pokalspiele sowie 12 Spiele im Europapokal. Die Saison endete mit dem Gewinn der belgischen Meisterschaft.

### Nationalmannschaft
Sein Debüt in der ecuadorianischen Nationalmannschaft hatte er am 12. November 2022 bei einem 0:0-Freundschaftsspiel gegen den Irak, als er in der 63. Minute für José Cifuentes eingewechselt wurde.
Im November 2022 wurde er für den Kader der Nationalmannschaft bei der Endrunde der Weltmeisterschaft 2022 nominiert. Rodríguez wurde dort beim 2:0-Erfolg gegen den Gastgeber Katar und beim 1:1-Unentschieden gegen die Niederlande jeweils in der Schlussminute eingewechselt.

## Erfolge
- Gewinner ecuadorianischer Supercup: 2023
- Gewinner Recopa Sudamericana (südamerikanischer Supercup): 2023
- Belgischer Meister: 2024/25
- Belgischer Pokalsieger: 2023/24